# Melanichneumon xanthogrammus
Melanichneumon xanthogrammus är en stekelart som först beskrevs av William Harris Ashmead 1890.  Melanichneumon xanthogrammus ingår i släktet Melanichneumon och familjen brokparasitsteklar. Inga underarter finns listade i Catalogue of Life.